# Esenbeckia enderleini
Esenbeckia enderleini är en tvåvingeart som beskrevs av Krober 1931. Esenbeckia enderleini ingår i släktet Esenbeckia och familjen bromsar. Inga underarter finns listade i Catalogue of Life.